# Estación Astra
Astra es una ex estación ferroviaria en ramal a Astra subsidiario del Ferrocarril de Comodoro Rivadavia. La estación fue el punto cúlmine norte del servicio suburbano de transporte de pasajeros que enlazaba Comodoro Rivadavia y sus diferentes puntos conAstra, ambas en la provincia de Chubut (Argentina) y el único punto de este servicio suburbano que poseía una edificación en material sin contar a la estación matriz.

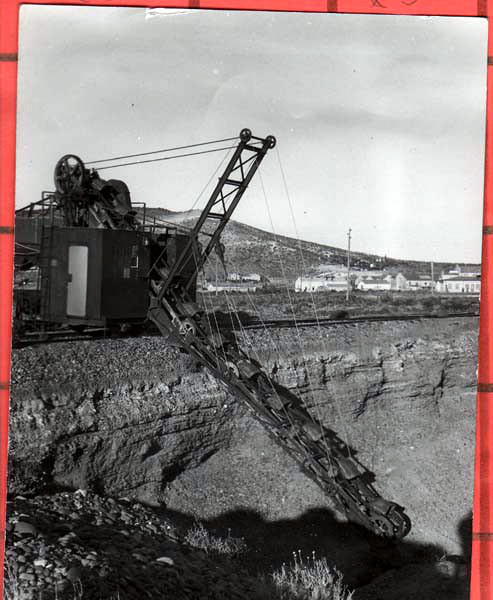
Grúa ferroviaria con viviendas detrás.

## Toponimia
El nombre de la estación se le asignó por la Compañía Explotadora de Petróleo «Astra» fundadora de la localidad de Astra.

## Historia
El inicio de Astra fue el campamento fundado por el Sindicato Petrolífero Astra Argentina en torno al primer pozo exploratorio que ensayó en el Lote 138 de la Colonia Bóeres, o Escalante, en tierras pertenecientes a la familia Du Plessis, después de haber obtenido el 30 de junio de 1912 el permiso correspondiente. Su primera pobladora nacida en esta tierra fue Marta Eggeling, tercera hija del matrimonio de Marta Lehrke y el jefe de sondeo Herman Eggeling. Su nacimiento el 12 de diciembre de 1912 en una casilla de chapa con techo de lona que habían improvisado muy cerca del pozo descubridor los obreros del sindicato marca el inicio de la vida de la localidad.A fines de ese mismo año la empresa halló petróleo a 629 metros de profundidad. Mientras que en los años siguientes la búsqueda del oro negro llevó a la compañía a la perforación de los pozos 2, 3 y 4 entre 1913 y 1914 confirmó el potencial de la zona para la producción a gran escala. Para 1916 con la producción consolidada en 6915 metros cúbicos anuales; la empresa procedió a incrementar su fuerte inversión: concretó su ramal de 10 kilómetros para enlazarse con el Ferrocarril local, una usina eléctrica, bombas y un estanque para 5500 metros cúbicos de petróleo.
La construcción de este ramal permitió desde1916 poder transportar personas, materiales y la producción de ladrillos calcáreos blancos en el naciente pueblo de Astra. En este pueblo existía desde el año 1918 una fábrica de ladrillos a partir de la cal producida allí mismo mediante molienda de ostras marinas extraídas de la cima del cerro Papagoikop, hoy conocido como La Caracola.
Ladrillos de este tipo fueron utilizados durante la construcción del Faro San Jorge, mientras que los demás materiales empleados en su construcción fueron transportados por tren hasta esta estación, y luego por camiones hasta donde se emplaza el faro.
Para 1918 el servicio pasaba solo pasaba tres por semana. Las necesidades de transporte de los habitantes de Astra y chacras circundantes llevaron a establecer uno de los primeros servicios de autobuses del mundo. Este era muy puntual y fue realizado adaptando el chasis de un Ford T. Al mismo se lo tuvo que extender y carrozar. Se instalaron asientos paralelos y tenía una capacidad aproximada de 6 a 8 personas. No tenía vidrios por lo que se especula que los pasajeros debían viajar muy arropados. Figuraba en su frente el número 3 y una campanita que supone que era para anunciar sus paradas. El recorrido era paralelo a las vías del ferrocarril y contaba con cuatro frecuencias por semana. De este modo se complementaba con los servicios ferroviarios de pasajeros a este ramal. Este servicio se ejecutaba por caminos de ripio de mal estado, por lo que el tiempo de viaje era casi de un día. Si bien el vehículo podía circular a unos 70 km por hora, en este contexto geográfico las velocidades alcanzadas no deberían superar los 20 o 30 km. Partía desde Astra hasta el pueblo de Comodoro, pasando por todo el ramal a Astra, Km8, km 5 y km 3. El servicio se mantuvo por algunos años y fue muy puntual.
Para 1957 se informa que el pueblo de Astra contaba con 1500 habitantes, cifra que se disminuyó al día de hoy. Este dato relegaba en importancia al pueblo frente a otras localidades, especialmente los barrios-campamentos de Comodoro. Diadema terminaría siendo un barrio más de Comodoro.
Su labor terminó cuando el Ferrocarril de Comodoro Rivadavia, que comenzó a funcionar en el año 1910, fue cerrado definitivamente en el año 1978. Luego de su cierre fue convertida en una central telefónica y años más tarde terminaría siendo una vivienda familiar que mantiene intacta su forma, aunque fue rellenado su andén y arrancadas sus vías.
Posiblemente, según una fuente, el ramal Astra con sus diferentes puntos participara de los últimos viajes operados con ferrobuses. Esto sucedió en 1979 por un corto lapso tras la clausura del ferrocarril.
Luego del cese de la actividad ferroviaria los vecinos lamentaron que ya no contaban con un medio que permita estudiar y trabajar a un precio por demás accesible. Además, como medio de transporte involucraba a Astra con todos los barrios de la ciudad con sus vías y combinaciones de ómnibus.
Hasta inicios de la década de los años 1990 parte del ramal se hallaba en un buen estado de conservación. Pese a esto, el ramal al ingresar a la localidad astrense estaba desprovisto de las vías y la estación se la había convertido en central telefónica.
Una reapertura tangible tomó fuerza cuando el barrio Presidente Ortiz y su patrimonio histórico conservado fueron ejes de un intento de impulso ante la Cámara de Diputados, en 2006, de un proyecto de creación de un nuevo museo ferroviario. El objetivo fue reforzar la identidad ferroviaria que aun mantiene hasta el presente, hecho que lo constituye como lugar óptimo para el trazado urbano del tren turístico en Comodoro Rivadavia, que partiría de este barrio pasando por Don Bosco, y Astra, agregándose al mismo un ramal hacia Caleta Córdoba, en el cual se podrá apreciar el Faro San Jorge y la belleza del paisaje patagónico.El proyecto pronto fue olvidado.
Actualmente, toda idea de restauración y conservación se halla suspendida dado que el edificio se halla usurpado y modificado en función del uso residencial.
Pese a que el ramal fue casi levantado, aun para 2023 hay tramos supervivientes entre km 17 y km 11. Estos sufren frecuentes robos por parte de particulares a pesar de ser elementos patrimoniales del municipio.

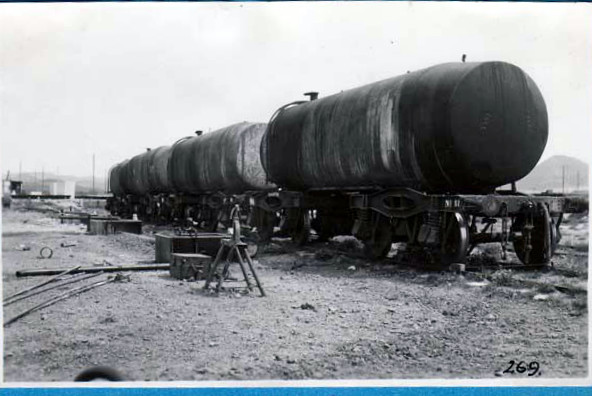
Vagones cisterna dedicados al petróleo en Astra.

## Funcionamiento

### Itinerarios históricos
El análisis de itinerarios de horarios del servicio de larga distancia lo largo del tiempo confirma que fue una parada de gran importancia con cronograma fijo de servicios. Los informes de horario entre 1928, 1930 y 1934 la colocaron como parada obligatoria de los servicios ferroviarios.Mientras que los de 1936 y 1955 ya no mencionaron a ningún punto del ramal a Astra por centrarse en el viaje Sarmiento.
El informe de horario publicado en 1920 con datos vigentes desde enero de 1918 fue una de las primeras referencias al ramal. Sin embargo, el informe de horario solo se centró en el viaje de larga distancia a Sarmiento. Pese a esto, se informó que un tren mixto ejecutaba el recorrido a Astra los días miércoles y sábados desde Comodoro partiendo a las 7 y otra salida a las 14:30 sin más detalles. En tanto, la vuelta se producía en los mismos días con una salida desde Empalme Astra 9:26 y la otra desde las 17:25. 
En el itinerario de 1934 figuró en forma diferenciada el diagrama del recorrido del viaje a Astra con algunos puntos del ramal como la estación y el desvío Km 17. Sin embargo, el itinerario no especificó días ni horarios de ningún punto del ramal. Además en la descripción de todos los elementos del ferrocarril solo se aclaró que Astra y Km 17 pertenecías la ramal a Astra, el tamaño de sus desvíos y la altitud sobre el nivel del mar. Tampoco hubo mayores descripciones de más datos del ramal y se aludió a Astra como un importante punto para el tendido de telégrafo-teléfono. Como último dato, la carga que soportaba el ramal con un tren ascendente desde Talleres era con cargueros de 240 toneladas y 200 con mixtos; mientras que los trenes que iniciaban en Astra y viajaban a Talleres lo hacían con 500 en trenes cargueros y 400 con mixtos. Esta diferencia en la cantidad de toneladas quizás se debió a la diferencia de terreno de 13 metros sobre el nivel del mar y los 107 que tiene Astra.
Desde 1938 el itinerario es el primero que describió al servicio suburbano que conectaba Astra con el resto del ejido de Comodoro. También se expuso las mejora recibidas por el ferrocarril. Gracias a estas el servicio de pasajero y cargas ligeras fueron ejecutados por ferrobuses que agilizaron los tiempos y permitieron un servicio suburbano para el extenso ejido de Comodoro Rivadavia. De este modo, quedó conformada una línea a Astra y otra que iba también a COMFEPET que alcanzaba estas dos puntas de riel en un solo viaje. El viaje se diagramaba de modo que una vez alcanzado el empalme el coche motor iba a COMFERPET y desde ahí volvía marcha atrás al empalme para dirigirse a estación Astra. Al ferrobús, partiendo desde estación matriz, le tomaba alcanzar este punto 30 minutos en su viaje más rápido. Luego en 3 minutos la separaban de km 17, el punto más próximo.También, en este itinerario se pudo ver un cuadro tarifario dividido en diferentes secciones de la línea que tenían sus valores tomando de referencia la distancia con estación Comodoro Rivadavia. Siendo Talleres y Astra las únicas estaciones dentro del ejido urbano incluidas en el tarifario del viaje de larga distancia. La tarifa desde o hacia Astra se cobraba $1.55 en primera clase y 0.85 en segunda.

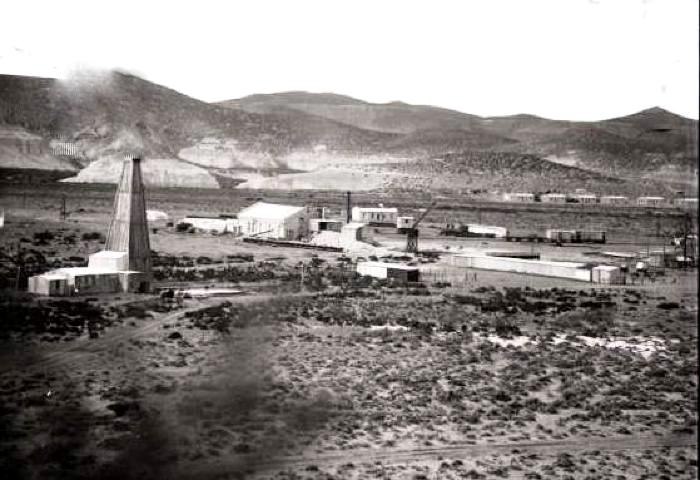
La estación Astra en su clímax de trabajos recibiendo una formación ferroviaria

El itinerario de 1940 hizo una descripción exhaustiva del ramal a Astra. Los horarios no variaron respecto al anterior. En el mismo ramal estaba ya incorporado al viaje el ramal vecino a COMFERPET, este punto estaba claramente diferenciado del ramal a Astra aunque compartían la misma línea. Por estos años el enlace con Astra - Comodoro se ejecutaba desde Talleres por lo que los recorridos de la línea partían desde este punto. Esto condujo a que el ramal fuera llamado en este documento: Talleres a Astra o Talleres-COMFERPET- Astra.
El itinerario de trenes de 1946 hizo alusión al ramal complementario a Astra. En el se mencionó a esta estación visitado por 2 líneas diferentes «de Comodoro a COMFERPET (Km 8) y Astra» y «de Comodoro a Astra». La primera de las líneas partía desde Comodoro todos los días de 1:10 a 1:23, 7:40, 7:53,de 11:30 a 11:43, de 13:55 a 14:08, 16:10 a 16:23, 17:40 a 17:53, 19:50 a 20:03. El itinerario aclaró que estos tiempos correspondían hasta el empalme a COMFERPET. En cambio, para arribar a COMFERPET se requerían 4 minutos más y para que el viaje finalice en Astra se sumaban 25 minutos a cada viaje. Se continuó con los tiempos de 38 minutos de arribo este punto partiendo desde la estación matriz; mientras que, en un principio se arribaba a Astra en 55 minutos a vapor.  El tren tras pasar por el apeadero km 17 se demoraba 3 minutos en arribar a km 20.21:20. 
El mismo itinerario de 1946 fue presentado por otra editorial y en el se hace mención menos detallada de los servicios de pasajeros de este ferrocarril. En el documento se aclaró que la mayoría de los ferrobuses pararían en puntos adicionales que los pasajeros solicitaran para ascender o descender. Las tarifas se cobraban desde o hasta la estación más próxima anterior o posterior. El ramal en este documento fue escrito como ramal a CONFERPET y Astra como si fueran uno solo.
El 10 de diciembre de 1948 fue presentado un itinerario que no representó variaciones respecto del presentado en 1946; confirmándolo en todo sentido. El ramal en este documento fue descrito según el orden de recorrido de la línea Talleres - CONFERPET - Astra.

El informe de noviembre de 1955 efectuó otra descripción. En el se detalla este servicio que poseía nacía en Comodoro Rivadavia y tenía puntas de rieles en COMFEPET, km 27 y km 20. El informe revela las paradas y horarios de este servicio. Gracias a este documento se informa la importancia que tenía, como derivador, el empalme Astra sobre los puntos ferroviarios del ramal a Astra. Este informe mostró que todos los tiempos del ferrocarril empeoraron levemente. Pasando a tardar el viaje completo desde Comodoro 51 minutos de media, aunque en su viaje más rápido aun mantenía los 38 minutos. Mientras que estaba separada por 4 o 5 minutos de apeadero km 17. En este informe, como todos los anteriores, la estación fue siempre nombrada como «Astra».

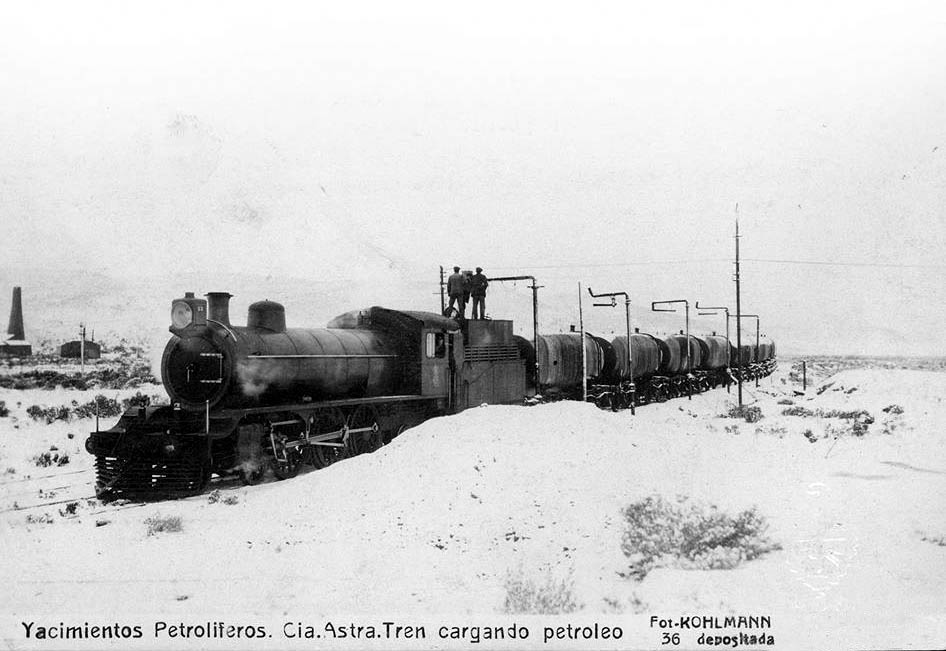
Formación cargando el petróleo producido en el yacimiento.

### Registro de boletos
Una extensa colección de boletos hizo mención usual a los diferentes puntos del ramal. La gran frecuencia en la que aparecen Astra, Desvío Km 11 y Km 17 en estos boletos confirman al ramal como parte integral del transporte suburbano y de alta demanda de pasajes. El viaje podía comprarse en los tramos Talleres-Astra o Comodoro Rivadavia-Astra. Aunque también se podía adquirir hasta este viaje ida y vuelta.

## Infraestructura
El equipamiento de esta estación es descripto en dos documentos. El primero es el itinerario de 1934; en el se señala que tenía un apartadero de 180 metros de largo.
Posteriormente, un informe de 1958 comunica que cumplía todos los servicios disponibles de este ferrocarril: pasajeros, encomiendas, cargas y haciendas (P.E.C.H). Su infraestructura estaba entre las más completas del ferrocarril. Solo esta estación, Sarmiento (desactivada en 1973), Enrique Hermitte, Escalante (devenida en apeadero para 1965), Comodoro Rivadavia (cerrada para los años 1970), km 5 y Diadema poseían infraestructura de peso similar que era capaz de brindar todos los servicios del ferrocarril. Además, las dos últimas mencionadas eran parte del ejido urbano de Comodoro. En cuanto a las cargas, las recibía y despachaba con previo arreglo únicamente.
Por otro lado, la hacienda era recibida y despachaba con previo arreglo únicamente. En los terrenos de la estación existía un apartadero de 180 metros de longitud y dos desvíos particulares, uno para la Dirección General de Ingenieros y otro para Petroquímica, ambos habilitados sólo para el recibo y despacho de cargas por vagón completo. Los terrenos de la estación se encuentran a aproximadamente 110 metros sobre el nivel del mar.

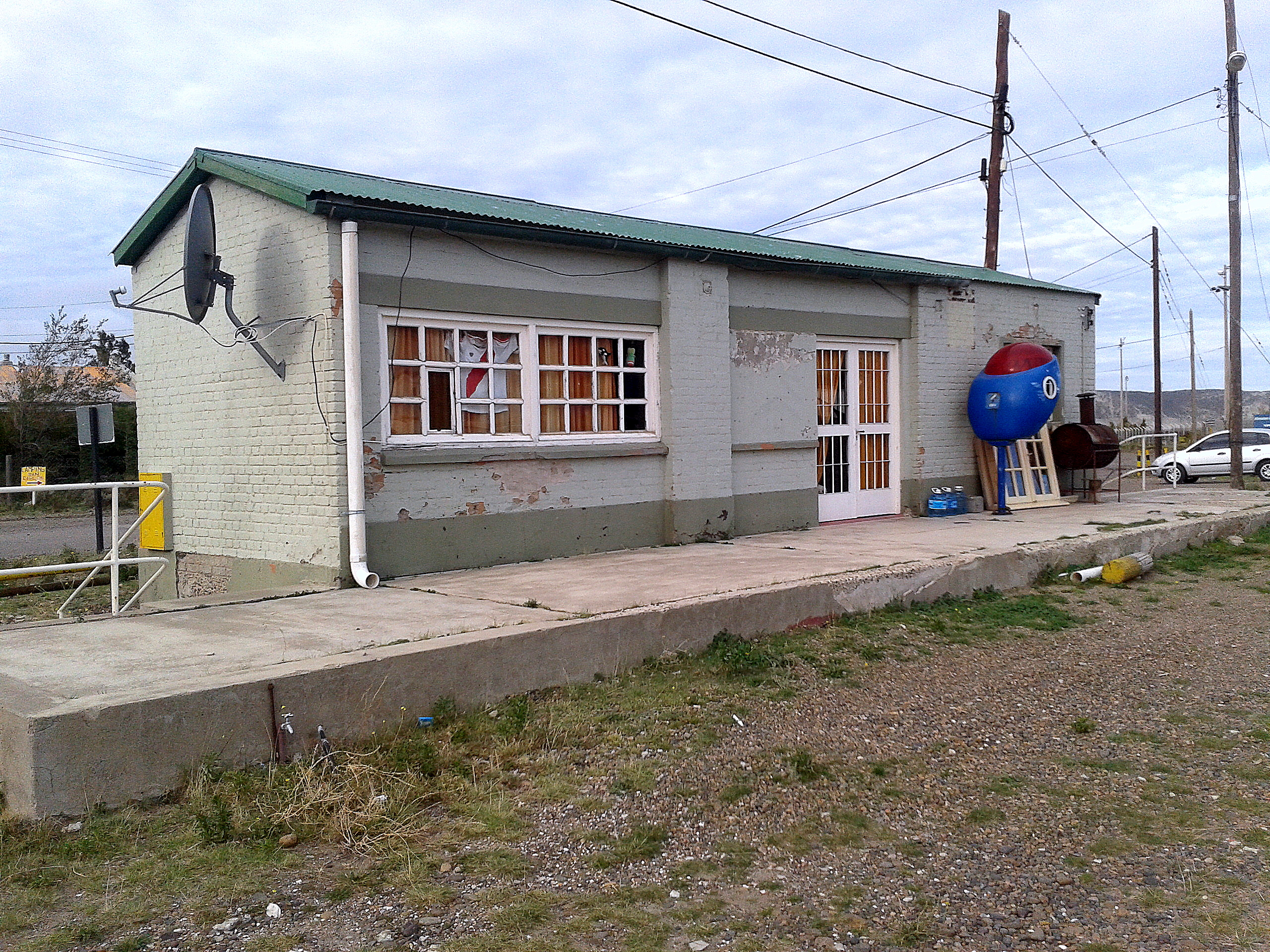
Exestación Astra hoy vuelta una vivienda familiar. Nótese que aún conserva su andén y un teléfono público de principios de los 80, época que fuera una central telefónica.